# Region altruizmu
Region altruizmu – pojęcie z zakresu teorii gier, dotyczące zachowania menedżerów, którzy pozornie zachowują się sprzecznie z zasadą maksymalizacji zysku. Poszczególni gracze rynkowi pozwalają kooperantom osiągnąć zwiększony zysk, oczekując odwzajemnienia zachowania w przyszłości. W perspektywie długoterminowej ma na celu zwiększenie obustronnych korzyści ekonomicznych.